# Strahlenschildkröte

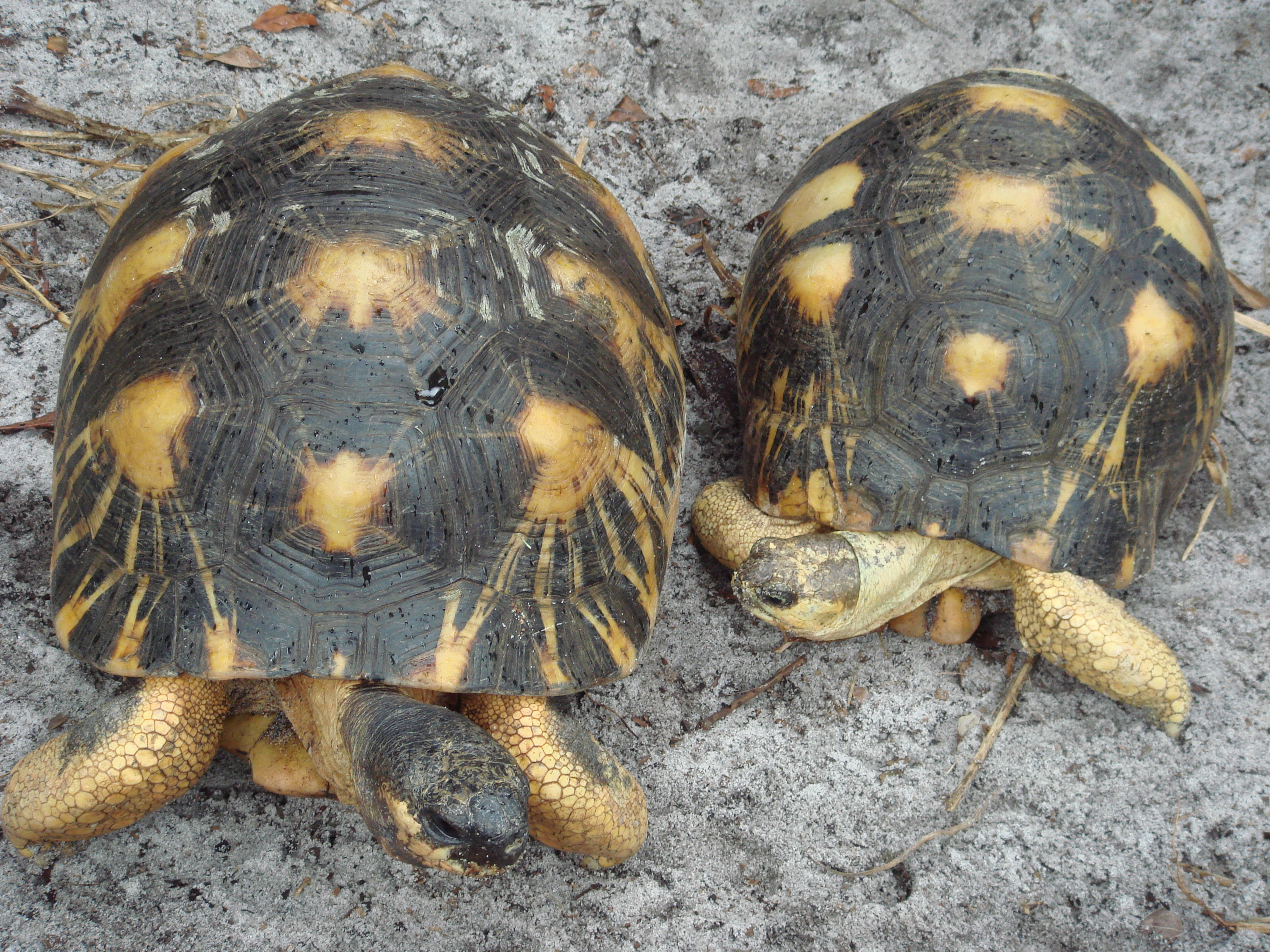
Männliche und weibliche Strahlenschildkröte

Die Strahlenschildkröte (Astrochelys radiata, Syn.: Geochelone radiata) ist eine ursprünglich auf Madagaskar endemische Art aus der Familie der Landschildkröten, die bis 2007 der Gattung Geochelone zugeordnet wurde. 

## Erscheinungsbild
Mit einer Panzerlänge von bis zu 42 Zentimetern und einem Gewicht von 20 Kilogramm bei Männchen beziehungsweise 15 Kilogramm bei Weibchen ist die Strahlenschildkröte verhältnismäßig groß. Im Gegensatz zu ihrer Schwesterart, der Madagassischen Schnabelbrustschildkröte (A. yniphora), weist sie keinen Knochenfortsatz am Vorderende des Bauchpanzers auf. Das charakteristische Merkmal der Strahlenschildkröte sind die namensgebenden, auf jedem Panzersegment strahlenförmig nach außen verlaufenden gelblichen Linien auf dunklem Hintergrund. Bei sehr alten Individuen fehlt mitunter diese charakteristische Zeichnung. Männchen unterscheiden sich von den Weibchen durch einen konkav geformten Bauchpanzer und einen längeren und dickeren Schwanz.

## Fortpflanzung
Die Gelege von Strahlenschildkröten umfassen 2 bis 12 Eier, deren Größe bei 36–42 × 32–39 Millimetern liegt. Der Schlupf der Jungtiere ist abhängig von der Umgebungstemperatur und der Luftfeuchtigkeit. Bei 25 bis 27 Grad Celsius und einer relativen Luftfeuchtigkeit von 80 Prozent schlüpfen die Jungtiere nach fünf bis neun Monaten. Bei einer Umgebungstemperatur von 28 bis 29 Grad Celsius verkürzt sich der Zeitraum bis zum Schlupf auf 106 bis 130 Tage, bei 29 bis 30 Grad Celsius auf 90 bis 120 Tage. Strahlenschildkröten zeigen eine temperaturabhängige Geschlechtsdetermination: Bei kühleren Temperaturen schlüpfen Männchen, ab etwa 29 oder 30 Grad Celsius nur noch Weibchen.

## Verbreitung
Das Ursprungsgebiet dieser Art ist im Süden und Südwesten Madagaskars zu finden, in Gebieten mit ausgeprägter Trockenzeit und einer durch Dornwald dominierten Vegetation. Ebenso besiedeln sie Areale mit niedriger, aber dichter Vegetation und solche, in denen nach Überweidung Opuntien vorherrschen. Dementsprechend bestehen 80 bis 90 Prozent ihrer Nahrung aus Gräsern; Früchte und Sukkulenten ergänzen das Nahrungsspektrum. Es wird angenommen, dass natürliche Populationen zwischen dem Fluss Onilahy (südlich von Tulear) und dem Ort Antaritarika (östlich von Cap Saint Marie) in einem bis zu 100 Kilometer breiten Streifen entlang der Küste vorkommen. Das Hauptverbreitungsgebiet erstreckt sich auf dem Mahafaly- und dem Karimbolaplateau.
Neben dem natürlichen Verbreitungsgebiet wird diese Art in den meisten Regionen Madagaskars sowie auf den Inseln Mauritius und Réunion zur Nahrungsgewinnung gehalten. Zudem werden sie mit Hühnern und Enten zusammen gehalten, da sie diesen Schutz vor Krankheiten bieten sollen. Entlaufene Tiere können vorkommen, etablierte Populationen außerhalb der ursprünglichen Verbreitungsgebietes gelten aber als unwahrscheinlich.

## Systematik
Die Strahlenschildkröte sowie ihre Schwesterart, die Madagassische Schnabelbrustschildkröte, wurden lange Zeit der Gattung Geochelone zugeordnet. Dies war über einen längeren Zeitraum in Frage gestellt worden und 2007 wurden diese beiden Arten (wieder) in die auf Madagaskar endemische und nur diese beiden Arten umfassenden Gattung Astrochelys Gray, 1873 eingeordnet.

## Strahlenschildkröten als Nahrung
Das natürliche Verbreitungsgebiet dieser Art deckt sich mit dem der Stämme der Mahafaly und Antandroy, bei denen sie als „Sokatra“ und auch als „Sokake“ bekannt ist. Für diese Stämme gilt der Verzehr von Schildkröten als fady, als ein Tabu. Mittlerweile leben dort aber auch Mitglieder anderer Stämme, bei denen Schildkröten auf dem Speiseplan stehen; ebenso werden viele Tiere gefangen, mit Lastkraftwagen an andere Orte gebracht und zum Verzehr getötet.

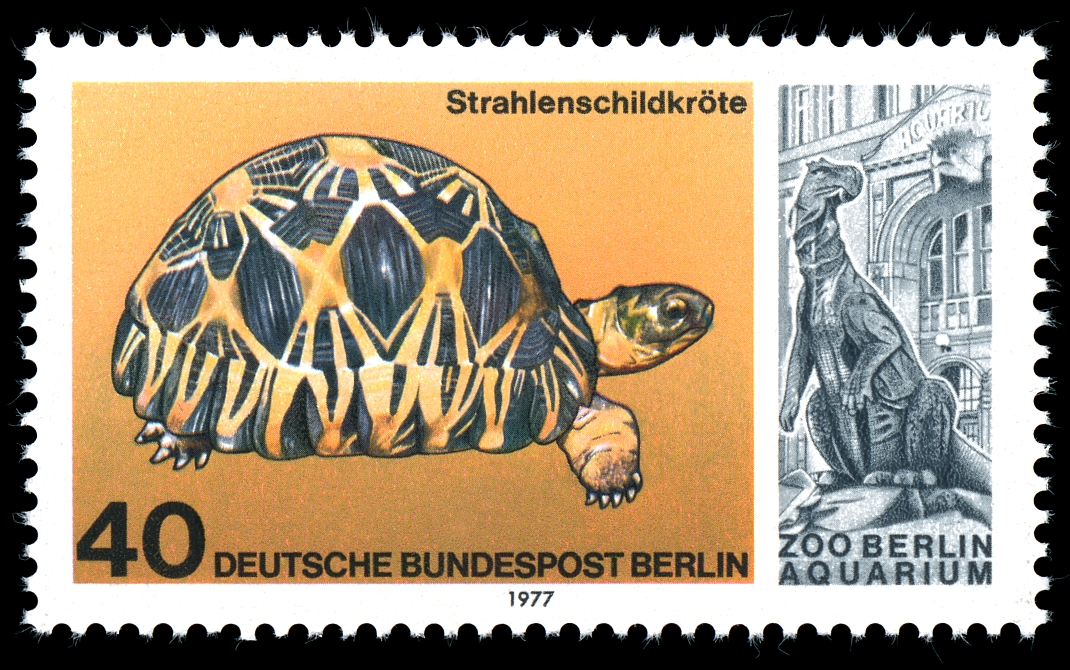
Berliner Sonderbriefmarke von 1977

## Gefährdung
Die IUCN führt diese Art als vom Aussterben bedroht. Neben dem Bejagen ist Habitatzerstörung durch Abholzen, Überweidung und Holzkohleherstellung die Hauptgefahr für Strahlenschildkröten. Die IUCN geht bei ihrer Einschätzung von einer Generationendauer von 42 Jahren aus. Über einen Zeitraum von 67 Jahren, der weniger als zwei Generationen umfasst, ist diese Art in 40 Prozent ihres Lebensraumes verschwunden. Bei einer Fortschreibung des Rückgangs muss davon ausgegangen werden, dass die Art in etwa 45 Jahren ausgestorben sein wird.

## Individuen
- Tuʻi Malila († 1965) soll dieser Art angehört haben. Diese Schildkröte wurde der Königsfamilie von Tonga wahrscheinlich 1777 von Kapitän James Cook als Geschenk überreicht und dürfte somit zum Zeitpunkt ihres Todes mindestens 188 Jahre alt gewesen sein.[4]

## Nachweise